# Kristine Bonnevie
Kristine Elisabeth Heuch Bonnevie (8 de octubre de 1872 – 30 de agosto de 1948) fue una bióloga noruega, y la primera mujer catedrática de Noruega. Sus campos de estudio fueron la citología, la genética y la embriología.

## Vida personal
Fue la quinta de nueve hijos. Sus padres fueron Jacob Aall Bonnevie (1838–1904) y Anne Johanne Daae (1839–1876). Su familia se mudó de Trondhjem a Cristianía en 1886.
Nunca se casó. Su hermana Honoria fue la esposa de Vilhelm Bjerknes.

## Carrera
Bonnevie aprobó su examen de ingreso en la Universidad en 1892, comenzando sus estudios en zoología, pero cambiando luego a biología. Completó su tesis doctoral, «Undersøgelser over kimcellerne hos Enteroxenos østergreni» [estudios sobre células germinales del Enteroxenos østergreni] en 1906. También estudió con Arnold Lang en Zúrich en los años 1898-1899, con Theodor Boveri en Wurzburgo en 1900-1901, y con Edmund Beecher Wilson en la Universidad de Columbia en Nueva York de 1906 a 1907. Sucedió a Johan Hjort como jefa del Laboratorio de zoonótica en 1900. Fue profesora de la Real Universidad Federicana de 1912 a 1937, y fundó el Instituto de investigación de la herencia en 1916.
En 1911, Bonnevie se convirtió en la primera mujer miembro de la Academia Noruega de Ciencias y Letras. Más tarde, fundó la Asociación noruega de mujeres académicas, que lideró de 1922 a 1925. Estableció una casa de estudio para niñas en 1916 y una casa de estudiantes en 1923. Kristine Bonnevie fue miembro del comité de radiodifusión de la Universidad de 1927 a 1937. El explorador Thor Heyerdahl fue uno de sus estudiantes de doctorado en los años treinta.
Bonnevie también fue un miembro prominente del Partido Liberal de Izquierdas de 1909 a 1918. Fue elegida concejal del Ayuntamiento de Cristianía de 1908 a 1919, y como representante adjunta al Parlamento de Noruega en 1915.
Recibió la Medalla de oro al Mérito Real en 1920, y fue nombrada dama de primera clase de la Orden de San Olaf en 1946. Y también recibió el «Premio Fridtjof Nansen en 1935. El edificio de Biología en Blindern, en la Universidad de Oslo lleva el nombre de Kristine Bonnevie.